# 波衝
波衝（？—？）是唐代六詔之一的越析詔（磨些诏）王，在位年期不明。
越析詔辖今宾川至金沙江北的盐边一带，兵强，并有“状如刀戟残刃”、“所指无不洞”的兵器——铎鞘，被蒙舍诏视为劲敌。约738年，豪酋張尋求與波衝之妻通姦，更殺了波衝。唐劍南節度使王昱召張尋求至姚州，殺了張尋求。部落無人領導，蒙舍诏皮逻阁乘机在王昱支持下移越析诸部，於是越析诏連同土地歸附南詔。波衝兄子贈不同意，持铎鞘，與一些部眾渡瀘水，走到龍佉河建邑，至双舍（今盐边一带），整兵反抗，屡败南诏兵。后为皮逻阁子阁逻凤所败，于赠投江死。历经七十年的越析诏灭亡。铎鞘被蒙舍诏（南诏）所获，成为出军行进必执的传世之宝。
| 前任： ？ | 六詔越析詔王 | 繼任： 贈 |